# Pamela M. Kilmartin
Pamela M. Kilmartin   (segle XX) és una astrònoma neozelandesa i co-descobridora de planetes menors i cometes.
El Minor Planet Center li atribueix el descobriment de 41 asteroides, tots en col·laboració amb el seu marit, l'astrònom Alan C. Gilmore. Tots dos astrònoms també són actius caçadors de cometes. És membre de la Royal Astronomical Society of New Zealand (RASNZ) i codirectora de la seva secció Comets and Minor Planets.

## Premis, honors i reconeixements
El planeta menor 3907 Kilmartin, descobert per Max Wolf el 1904, va rebre el seu nom en honor seu. La citació de nomenclatura es va publicar el 21 d'abril de 1989 (M.P.C. 14482)
El 1983, l'asteroide de la família d'Eunòmia 2537 Gilmore ja va rebre el nom d'Alan i Pamela Gilmore.
El maig de 2019, Kilmartin i el seu marit van ser honrats per New Zealand Post amb un segell a la seva sèrie New Zealand Space Pioneers.

## Llista de planetes menors descoberts
| 2434 Bateson          | 27 de maig de 1981   | MPC [A] |
| 3087 Beatrice Tinsley | 30 d'agost de 1981   | MPC [A] |
| 3152 Jones            | 7 de juny de 1983    | MPC [A] |
| 3305 Ceadams          | 21 de maig de 1985   | MPC [A] |
| 3400 Aotearoa         | 2 d'abril de 1981    | MPC [A] |
| 3521 Comrie           | 26 de juny de 1982   | MPC [A] |
| 3563 Canterbury       | 23 de març de 1985   | MPC [A] |
| 3810 Aoraki           | 20 de febrer de 1985 | MPC [A] |
| 4154 Rumsey           | 10 de juliol de 1985 | MPC [A] |
| 4243 Nankivell        | 4 d'abril de 1981    | MPC [A] |
| 4248 Ranald           | 23 d'abril de 1984   | MPC [A] |
| 4409 Kissling         | 30 de juny de 1989   | MPC [A] |
| 4819 Gifford          | 24 de maig de 1985   | MPC [A] |
| 4837 Bickerton        | 30 de juny de 1989   | MPC [A] |
| 5207 Hearnshaw        | 15 d'abril de 1988   | MPC [A] |

| 5251 Bradwood   | 18 de miag de 1985     | MPC [A] |
| 5311 Rutherford | 3 d'abril de 1981      | MPC [A] |
| 5718 Roykerr    | 4 d'agost de 1983      | MPC [A] |
| (5763) 1982 MA  | 23 de juny de 1982     | MPC [A] |
| (5818) 1989 RC1 | 5 de setembre de 1989  | MPC [A] |
| (5898) 1985 KE  | 23 de maig de 1985     | MPC [A] |
| (5906) 1989 SN5 | 24 de setembre de 1989 | MPC [A] |
| (6034) 1987 JA  | 5 de maig de 1987      | MPC [A] |
| (6142) 1993 FP  | 23 de març de 1993     | MPC [A] |
| (7432) 1993 HL5 | 23 d'abril de 1993     | MPC [A] |
| (8481) 1988 LH  | 14 de juny de 1988     | MPC [A] |
| (8884) 1994 CM2 | 12 de febrer de 1994   | MPC [A] |
| (9018) 1987 JG  | 5 de maig de 1987      | MPC [A] |
| (9750) 1989 NE1 | 8 de juliol de 1989    | MPC [A] |
| (11080) 1993 FO | 23 de març de 1993     | MPC [A] |

| (13510) 1989 OL    | 29 de juliol de 1989  | MPC [A] |
| (13511) 1989 RD1   | 5 de setembre de 1989 | MPC [A] |
| (13552) 1992 GA    | 4 d'abril de 1992     | MPC [A] |
| (15712) 1989 RN2   | 1 de setembre de 1989 | MPC [A] |
| (18340) 1989 OM    | 29 de juliol de 1989  | MPC [A] |
| (21130) 1993 FN    | 23 de març de 1993    | MPC [A] |
| (30945) 1994 GW9   | 14 d'abril de 1994    | MPC [A] |
| (48501) 1993 FM    | 23 de març de 1993    | MPC [A] |
| (58158) 1989 RA    | 1 de setembre de 1989 | MPC [A] |
| (65718) 1993 FL    | 23 de març de 1993    | MPC [A] |
| (422979) 2003 PX10 | 4 d'agost de 2003     | MPC [A] |

| A descobert junt amb Alan C. Gilmore |